# U English
U and non-U English usage («U» от upper class, аристократия; «non-U» означает поднявшийся средний класс) — термин, означающий различия в социолектах аристократии и среднего класса в Великобритании в 1950-х годах. Говор рабочего класса при этом не рассматривался, хотя он часто был близок тому, как говорят высшие слои общества; создалась парадоксальная ситуация — люди среднего класса предпочитали вычурные и модные слова, эвфемизмы и неологизмы, чтобы казаться более утончёнными, с другой стороны, аристократам не требовалось создавать такое впечатление, и они выбирали простые традиционные слова.
| U                         | Non-U                         | Перевод               |
| ------------------------- | ----------------------------- | --------------------- |
| bike или bicycle          | cycle                         | велосипед             |
| dinner jacket             | dress suit                    | смокинг               |
| knave                     | jack                          | валет                 |
| vegetables                | greens                        | овощи                 |
| ice                       | ice cream                     | мороженое             |
| scent                     | perfume                       | аромат                |
| they’ve a very nice house | they have (got) a lovely home | у них очень милый дом |
| ill (in bed)              | sick (in bed)                 | болеть (дома)         |
| i was sick on the boat    | i was ill on the boat         | меня укачало на лодке |
| looking-glass             | mirror                        | зеркало               |
| chimneypiece              | mantelpiece                   | камин                 |
| graveyard                 | cemetery                      | кладбище              |
| spectacles                | glasses                       | очки                  |
| false teeth               | dentures                      | зубные протезы        |
| die                       | pass on                       | умирать               |
| mad                       | mental                        | сумасшедший           |
| jam                       | preserve                      | варенье               |
| napkin                    | serviette                     | салфетка              |
| sofa                      | settee или couch              | диван, кушетка        |
| lavatory или loo          | toilet                        | туалет                |
| rich                      | wealthy                       | богатый               |
| what?                     | pardon?                       | что?                  |
| good health               | cheers                        | ваше здоровье         |
| lunch                     | dinner                        | обед                  |
| pudding                   | sweet                         | сладкое [блюдо]       |
| drawing-room              | lounge                        | гостиная              |
| writing-paper             | note-paper                    | писчая бумага         |
| how d’you do?             | pleased to meet you           | приятно познакомиться |
| (school)master, mistress  | teacher                       | учитель, учительница  |

## История
Обсуждение началось в 1954 году, когда британский лингвист Алан Строуд Кемпбелл Росс, профессор лингвистики в Бирмингемском университете, использовал термины «U» и «non-U» в статье о различиях в языке разных социальных слоёв. Хотя в статье упоминались также различия в произношении и на письме, основное внимание публики было приковано к лексике.
Английская писательница Нэнси Митфорд вскоре написала эссе The English Aristocracy («Английская аристократия»), которое было напечатано в журнале Encounter в 1954 году. Митфорд привела в нём список терминов (включая указанные в таблице справа), используемых высшими слоями, который послужил инициатором бурных споров о косности английского общества и его снобизме. Эссе было перепечатано в 1956 году с дополнениями Ивлина Во, Джона Бетжемена и других, а также статьёй Росса «Noblesse Oblige: an Enquiry into the Identifiable Characteristics of the English Aristocracy» в сокращённом и упрощённом виде. Дополнило собрание стихотворение Бетджмена How to Get on in Society.
Вопрос «U и non-U» был поднят во многих сюжетах того времени, освещая последствия карточной системы; а идея восприятия культуры верхушки общества, естественная для довоенного общества, была воспринята с негодованием.
Некоторые идеи и термины спора устарели к концу XX века, когда среди молодых англичан высшего и среднего класса распространилась мода на заимствование элементов речи рабочего класса (см. статьи Эстуарный английский и Мокни). Тем не менее большинство различий остаётся индикатором происхождения по сей день.